# Église Saint-Hilaire de Lucey
L'église Saint-Hilaire est une église catholique située à Lucey en Côte-d'Or dont la construction remonte aux XIIIe siècle et XVIe siècle.

## Localisation
L’église Saint-Hilaire est située au centre du village de Lucey.

## Historique
L’église Saint-Hilaire construite au XIIIe siècle est restaurée et complétée au XVIe siècle ; le massif antérieur et le clocher sont dus entre 1825 et 1829 à l'architecte châtillonnais Simon Tridon. Elle a fait l'objet d'une rénovation récente.

## Description
Construite en pierre et moellon, l’église à nef unique à voûte d'ogive est en croix latine avec transept très décalé sur la partie antérieure, laissant la nef et le chœur en continuité directe. Le chevet est à fond plat éclairé par trois ouvertures. Le toit à longs pans est couvert de tuiles plates et d’ardoises. 

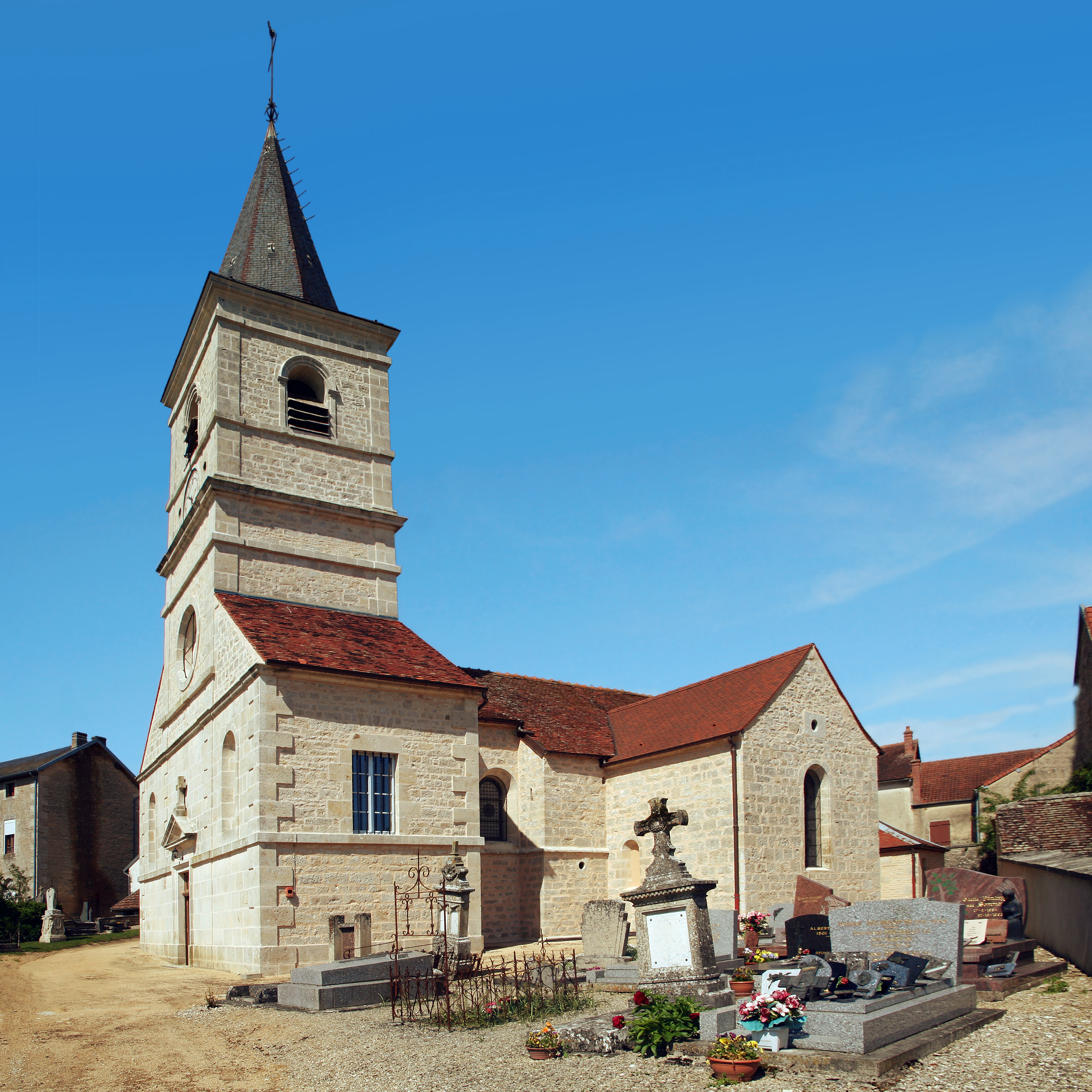
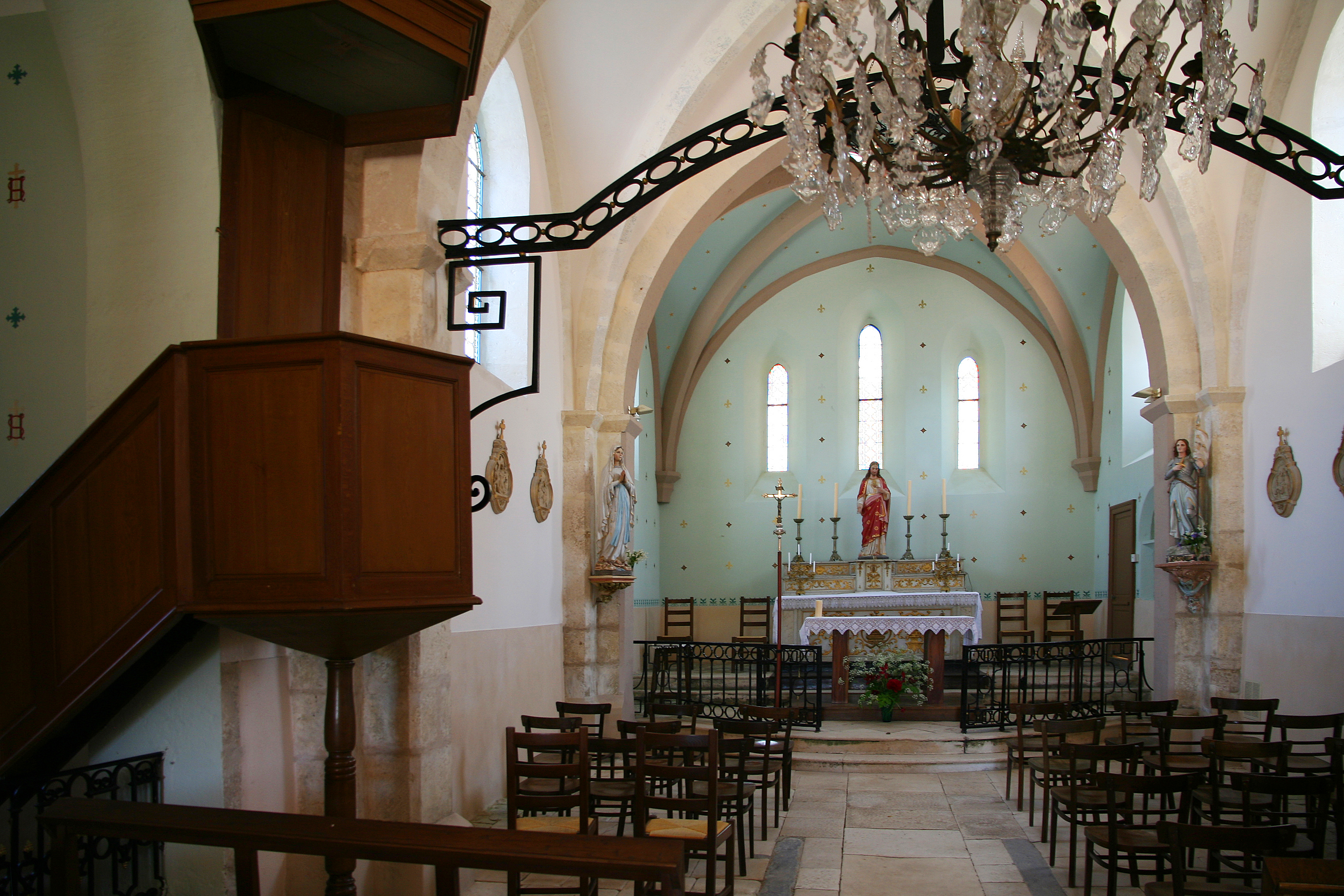
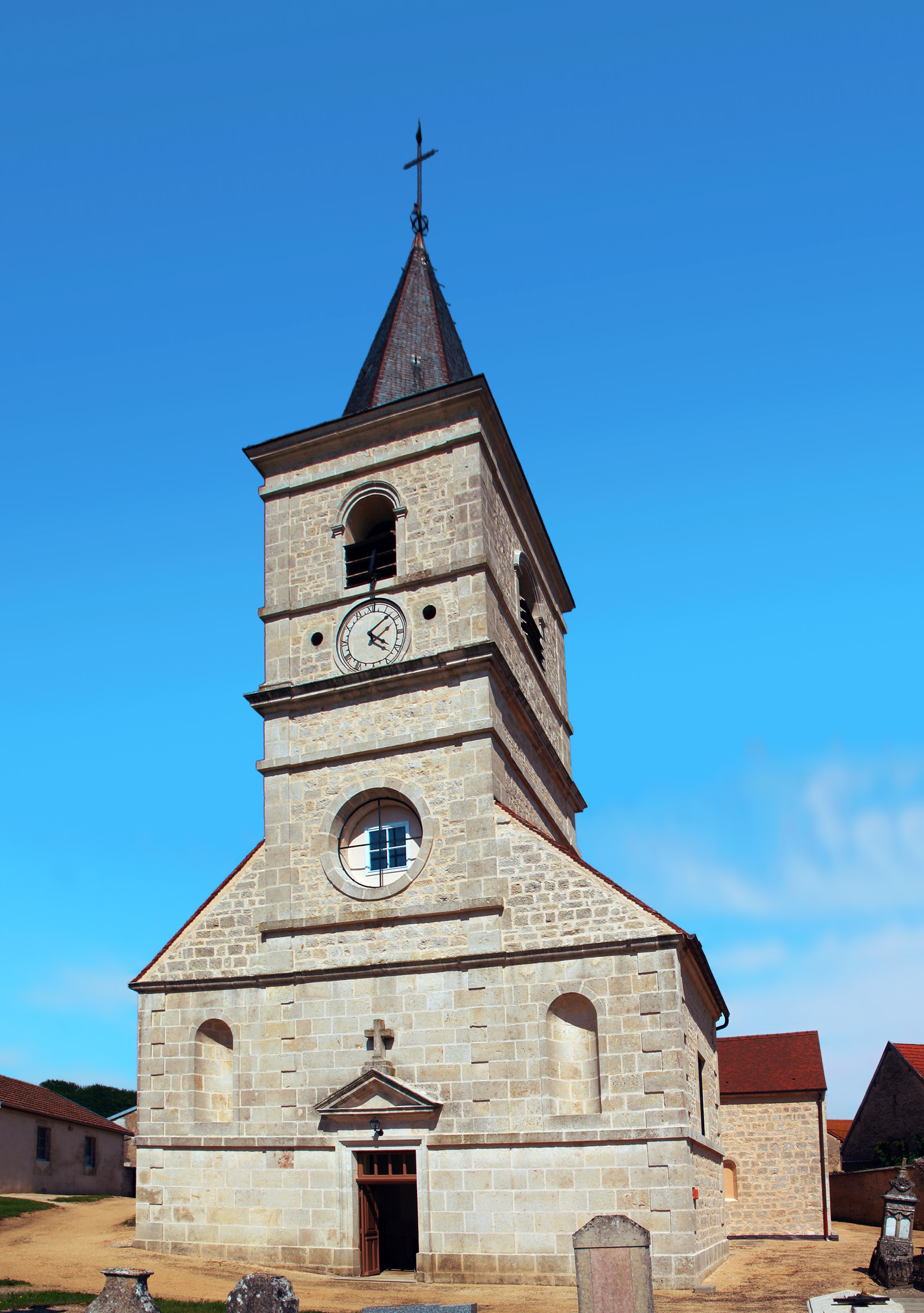

L'imposant clocher carré à flèche polygonale au-dessus du porche d’entrée est plus récent que l'ensemble de la construction.

## Mobilier
L’église renferme un grand retable et de nombreuses statues en bois polychromes du XVIIIe siècle : Vierge à l'Enfant,  saint Hilaire, évêque de Poitiers, Éducation de la Vierge, saint Joseph, saint Michel, sainte Catherine d’Alexandrieet un Christ en croix.